# Újpest (quartier)
Újpest ([ˈuːjpɛʃt]) est un quartier de Budapest situé dans le 4e arrondissement.

## Histoire
Újpest est devenue en 1840 une commune indépendante de Rákospalota. Elle a obtenu le rang de ville en 1907 et a été intégrée à Budapest en 1950.